# Next Stop Wonderland
Next Stop Wonderland (br: Próxima Parada Wonderland) é uma comédia romântica de 1998, dirigida por Brad Anderson e estrelada por Hope Davis e Philip Seymour Hoffman. Título e roteiro fazem correspondência entre o nome da Estação Wonderland (Terra das Maravilhas) em Boston e o Brasil, lugar onde vive um dos interesses românticos da protagonista. 

## Sinopse
Um casal de conhecidos que vive em Boston é infeliz em relações amorosas com outros parceiros e ainda tem que lidar com outros problemas pessoais e profissionais. De tempos em tempos, se encontram, porém nunca se dão conta de que são perfeitos um para o outro. Finalmente, depois de uma série de altos e baixos, os dois acabam seus relacionamentos com outras pessoas e se encontram num trem que vai até a estação de Wonderland, nos arredores da cidade.

## Elenco
- Hope Davis .... Erin Castleton
- Alan Gelfant .... Alan Monteiro
- Philip Seymour Hoffman .... Sean
- Cara Buono .... Julie
- José Zuniga .... Andre de Silva
- Callie Thorne .... Cricket
- Holland Taylor .... Piper Castleton
- Robert Klein .... Arty Lesser